# نفتکامسک
شهر نفتکامسک (به روسی: Нефтекамск) در کشور روسیه و در جمهوری باشقیرستان واقع شده‌است.